# Гродзішув
Гродзішув (пол. Grodziszów) — село в Польщі, у гміні Сехниці Вроцлавського повіту Нижньосілезького воєводства.
Населення — 101 особа (2011).
У 1975-1998 роках село належало до Вроцлавського воєводства.

## Демографія
Демографічна структура станом на 31 березня 2011 року:
|          | Загалом | Допрацездатний вік | Працездатний вік | Постпрацездатний вік |
| -------- | ------- | ------------------ | ---------------- | -------------------- |
| Чоловіки | 46      | 12                 | 33               | 1                    |
| Жінки    | 55      | 12                 | 32               | 11                   |
| Разом    | 101     | 24                 | 65               | 12                   |